# Christian Gouriéroux
Christian Gouriéroux (né en 1949) est un professeur français d'économie qui exerce à l'université de Toronto et au Centre de recherche en économie et statistique.

## Biographie
Christian Gouriéroux étudie à l'université Paris VI entre 1969 et 1971 et obtient un DEA, ainsi qu'à l'École nationale de la statistique et de l'administration économique sur la même période.
Il est agrégé en mathématiques en 1974. Il se classe onzième.
Il enseigne à l'Université de Lille, et a enseigné dans de nombreuses universités internationales comme l'Université nationale de Singapour.

## Récompenses et distinctions
- Docteur honoris causa de l'université de Mons-Hainaut (2000)[4]
- Docteur honoris causa de l'université de Neuchâtel (2005)[5]
- Médaille d'argent du CNRS (2001)[6]
- Prix du Koopman en théorie économétrique[7]
- Prix Pierre-Simon-de-Laplace 2013

## Publications
(Liste partielle)
- Série temporelle et modèles dynamiques, Economica, avec Alain Monfort
- Antoine Frachot et Christian Gouriéroux, Titrisation et remboursements anticipés, Economica, coll. « Économie et statistiques avancées », 1995, 248 p.
- Christian Gouriéroux, Statistique de l'assurance, Economica, coll. « Économie et statistiques avancées », 1999, 297 p.
- Christian Gouriéroux et André Tiomo, Risque de crédit : Une approche avancée, Economica, coll. « Économie et statistiques avancées », 2007, p. 364